# 御津・建部コミュニティバス

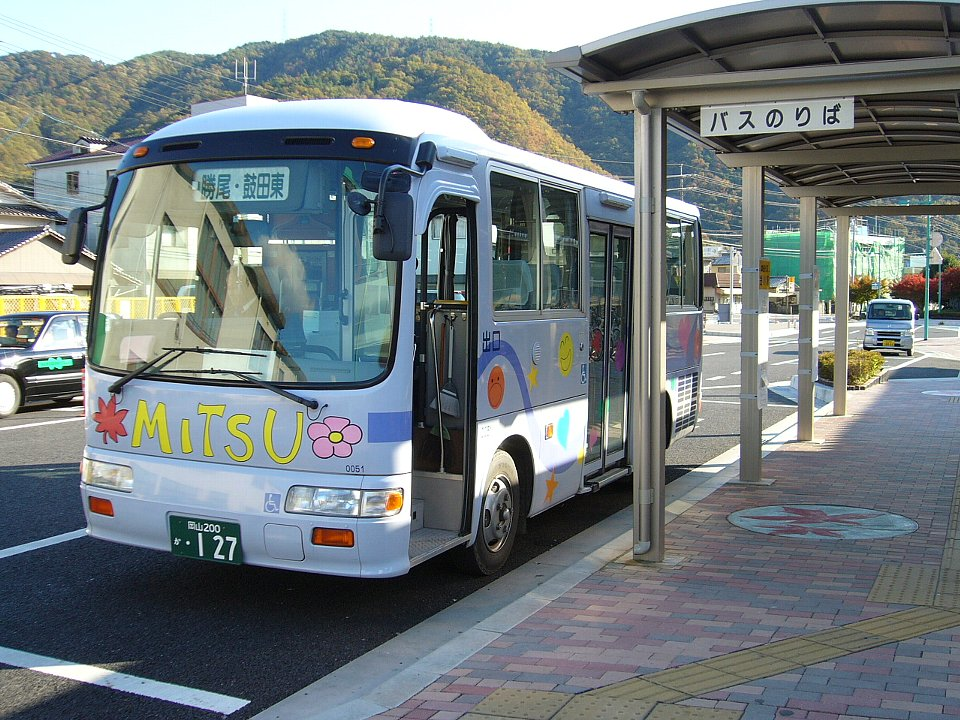
御津・建部コミュニティバス（金川駅前にて）

御津・建部コミュニティバス（みつ・たけべコミュニティバス）は、岡山県岡山市北区で運行されているコミュニティバスである。中鉄バスが運行受託している。
なお、本コミュニティバスに再編する前に運行していた御津町コミュニティバス（みつちょうコミュニティバス）、建部町生活バス（たけべちょうせいかつバス）についてもこの項にて述べる。

## 概要
- 運行は全路線中鉄バスが担当している。
- 鉄道路線とは野々口駅・金川駅・建部駅・福渡駅（津山線）で接続している。
- 運賃は幹線路線（福渡 - 国立医療センター線）が100円単位の区間制で、その他の支線路線は1回200円、小学生以下100円均一。
  - 高齢者・障害者は障害者手帳（身体障害者手帳・療育手帳・精神障害者保健福祉手帳）等・「おかやま愛カード」（運転経歴証明書）の提示で運賃が半額となる。
- 支線路線の一部の便は予約制を採用しており、乗車当日の1時間前までに、午前6時 ‐ 8時台の便は乗車前日の19:00までに中鉄バス岡山営業所まで電話予約が必要。
- 路線により運行日・運休日が異なる。

## 沿革
- 2012年4月1日 ‐ 御津町コミュニティバス、建部町生活バスを再編する形で運行開始。
- 2014年4月1日 ‐ 旭川さくらバスの岡山市内区間廃止に伴う代替として、「旭川線」（八幡温泉郷 ‐ さくらバス乗換場所間）を新設。

## 路線
詳細な運行案内は、#外部リンクの御津・建部コミュニティバスを参照のこと。
福渡 - 国立医療センター線
- 国立病院 - 辛香 - 免許センター - 中山 - 吉尾口 - 野々口 - 葛城橋 - 御津公民館前 - 御津小学校 - 金川駅 - 金川病院 - 岡山北警察署前 - 草生上 - 小倉橋 - 鹿瀬 - 土師方口 - 吉田消防機庫前（福渡駅行きのみ停車）／旧竹枝駐在所前（国立病院行きのみ停車） - 建部駅 - 八幡温泉郷 - マルナカ前 - 建部町文化センター - 福渡駅
  - 月 - 土曜日運行（祝日は運休）。国立病院 - 中山間は辛香・免許センターのみ停車。

（杉谷・福沢・尾原・下加茂 -）虎倉 - 国立医療センター線
- 国立病院 - 辛香 - 免許センター - 中山 - 吉尾口 - 野々口 - 葛城橋 - 御津公民館前 - 金川駅 - 金川表町 - 紙工 - 虎倉 - 下加茂 - 加茂川中学校前 - 宮前 - 井原 - 福沢

月 - 金曜日運行（祝日は運休）。国立病院 - 中山間は辛香・免許センターのみ停車。
- 国立病院 → 辛香 → 免許センター → 中山 → 吉尾口 → 野々口 → 葛城橋 → 御津公民館前 → 金川駅 → 金川表町 → 紙工 → 虎倉 → 下加茂 → 加茂川中学校前 → 宮前 → 井原 → 杉谷

月 - 金曜日運行（祝日は運休）。国立病院 - 中山間は辛香・免許センターのみ停車。
鼓田線
- （老人福祉センター -） 御津小学校 - 金川駅 - 金川病院 - 金川表町 - （中泉） - （勝尾 - 宇甘川荘前） - 紙工 - 虎倉 - 鼓田東

月・木・金曜日運行（祝日は運休）。
尺森線
- 御津公民館前 - 老人福祉センター - 御津小学校 - 金川駅 - 金川病院 - 金川大橋 - ひかり団地前 - （ひかり団地公園前） - ひかり団地前 - 五城小学校前 - 陰地橋 - 寺部橋 - 横山上 - 平岡西 - 石上公民館 - 矢知 - 尺森 - 中畑本村 - 尺森 - 柿坂口

月 - 土曜日運行（祝日は運休）。
- 金川駅 → 金川病院 → 金川大橋 → ひかり団地前 → ひかり団地公園前 → ひかり団地前 → 旧JA五城支所前 → 西谷 → 佐野 → 横山上 → 寺部橋 → 寺部奥 → 寺部橋 → 横山上 → 平岡西 → 石上公民館 → 矢知 → 尺森 → 中畑本村 → 尺森 → 柿坂口

月 - 土曜日運行（祝日は運休）。
佐野・上伊田線
- 御津公民館前 - 老人福祉センター - 御津小学校 - 金川駅 - 金川病院 - 金川大橋 - 中須賀 - 酒屋谷上 - 上伊田大師堂 - 上伊田 - 陰地橋 - 寺部橋 - 寺部奥 - 寺部橋 - 横山上 - 平岡西 - 佐野 - 西谷 - 旧JA五城支所前

月 - 土曜日運行（祝日は運休）。
吉尾線
- 金川病院 - 金川駅 - 老人福祉センター - 御津小学校 - 御津公民館前 - 野々口駅 - 吉尾口 - 吉尾上 - 野々口

火・水・土曜日運行（祝日は運休）。
大坪線
- 金川病院 - 金川駅 - 老人福祉センター - 御津小学校 - 御津公民館前 - 野々口駅 - 吉尾口 - 中山 - 免許センター - 大坪 - 十谷 - 湯須

月・木・金曜日運行（祝日は運休）。
河瀬線
- 御津公民館前 - 老人福祉センター - 御津小学校 - 金川駅 - 金川病院 - 金川大橋 - 中須賀 - 大曽根 - 国ヶ原上 - 国ヶ原リバーサイド - 河瀬

月・木・金曜日運行（祝日は運休）。
小田線
- 金川病院 - 金川駅 - 老人福祉センター - 宇垣原 - 母谷新田 - 小田上 - 御津スポーツパーク - 中泉 - 金川表町 - 金川病院 - 金川駅 - 老人福祉センター - 御津小学校 - 御津公民館前

火・水・土曜日運行（祝日は運休）。
小倉線
- JA福渡支所前 - 福渡駅 - ヲフダ - 大田活性化センター - 白石橋 - 建部町文化センター - マルナカ前 - 八幡温泉郷 - 建部駅 - 江尻 - 旧竹枝駐在所前（草生上・金川駅行きのみ停車）／吉田消防機庫前（JA福渡支所前行きのみ停車） - 土橋三差路 - 土師方橋 - 土師方公民館 - 行常 - 定久 - 土師方橋 - 上小倉 - 小倉橋北側 - 草生上 - 岡山北警察署前 - 金川病院 - 金川駅

毎日運行。
大田線
- JA福渡支所前 → 福渡駅 → 八幡温泉郷 → 建部町文化センター → マルナカ前 → ヲフダ → 大田活性化センター → 上谷上

月・水・金曜日運行（祝日は運休）。
- 上谷上 → 大田活性化センター → ヲフダ → 八幡温泉郷 → 建部町文化センター → マルナカ前 → 福渡駅 → JA福渡支所前

月・水・金曜日運行（祝日は運休）。
下神目線
- 八幡温泉郷 - マルナカ前 - 建部町文化センター - 福渡駅 - JA福渡支所前 - 川口東店 - 福渡小学校 - 志呂神社バス停 - 下神目上公会堂

月・水・金曜日運行（祝日は運休）。
田地子線
- JA福渡支所前 → 福渡駅 → 八幡温泉郷 → 建部町文化センター → マルナカ前 → 富沢生活改善センター → 大頭前 → 久津辺上 → 田地子構造改善センター → 大穴

火・木・土曜日運行（祝日は運休）。
- 大穴 → 田地子構造改善センター → 久津辺上 → 大頭前 → 富沢生活改善センター → 八幡温泉郷 → 建部町文化センター → マルナカ前 → 福渡駅 → JA福渡支所前

火・木・土曜日運行（祝日は運休）。
桜・富沢線
- JA福渡支所前 → 福渡駅 → 八幡温泉郷 → 建部町文化センター → マルナカ前 → 富沢生活改善センター → 大頭前 → 兵坂池下 → 日南橋 → 建部郵便局 → 中央橋 → 建部町文化センター

火・木・土曜日運行（祝日は運休）。
- 建部町文化センター → 中央橋 → 建部郵便局 → 日南橋 → 兵坂池下 → 大頭前 → 富沢生活改善センター → 八幡温泉郷 → 建部町文化センター → マルナカ前 → 福渡駅 → JA福渡支所前

火・木・土曜日運行（祝日は運休）。
久具線
- JA福渡支所前 → 福渡駅 → 八幡温泉郷 → 建部町文化センター → マルナカ前 → 久具公民館 → 本村上 → 久具公民館 → 乢

月・水・金曜日運行（祝日は運休）。
- 乢 → 久具公民館 → 本村上 → 久具公民館 → 八幡温泉郷 → 建部町文化センター → マルナカ前 → 福渡駅 → JA福渡支所前

月・水・金曜日運行（祝日は運休）。
鶴田線
- 八幡温泉郷 - マルナカ前 - 建部町文化センター - 福渡駅 - JA福渡支所前 - 福渡小学校 - 鶴田郵便局 - 入野口 - 山崎橋 - 入野口 - 柏尾 - 畝文化センター - 広西 - 引坂乢 - 大蔵公民館

月 - 金曜日運行（祝日は運休）。
- 八幡温泉郷 - マルナカ前 - 建部町文化センター - 福渡駅 - JA福渡支所前 - 福渡小学校 - 三明寺公民館 - 三明寺三差路

月 - 金曜日運行（祝日は運休）。
- 八幡温泉郷 - マルナカ前 - 建部町文化センター - 福渡駅 - JA福渡支所前 - 川口東店 - 福渡小学校 - 志呂神社鳥居前 - 野口作業所 - 平井公民館 - 入野公民館

火・木曜日運行（祝日は運休）。
旭川線
- 八幡温泉郷 - マルナカ前 - 建部町文化センター - 福渡駅 - JA福渡支所前 - 福渡小学校 - 鶴田 - 旭川ダム  - （（美咲町）さくらバス乗換場所（栃原下））- 笑田

毎日運行。（美咲町）さくらバス乗換場所（栃原下）で旭川さくらバスに接続。
- 八幡温泉郷 - マルナカ前 - 建部町文化センター - 福渡駅 - JA福渡支所前 - 川口東店 - 鶴田 - 旭川ダム  - 笑田

毎日運行。

## 車両

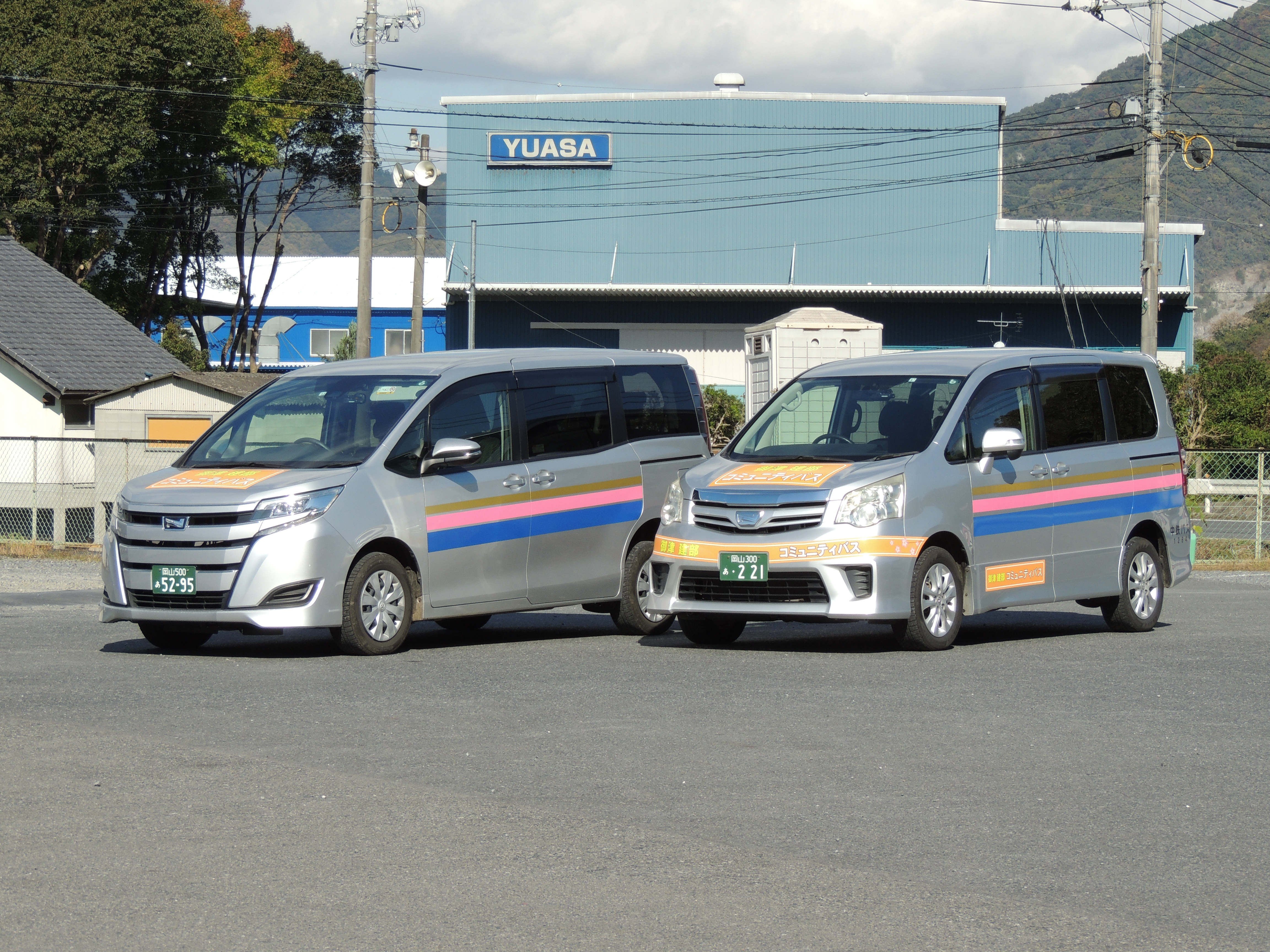
トヨタ・ノア

- 日野・リエッセ
- トヨタ・ノア
- トヨタ・ハイエーストヨタ・ノア

## 御津町コミュニティバス
御津町コミュニティバス（みつちょうコミュニティバス）は、かつて岡山市北区御津地区（旧御津郡御津町）で運行されていたコミュニティバスである。

### 路線
以下の路線があった。
- 尺森・上伊田・佐野線
  - 金川駅前 - 金川 - 金川大橋 - ひかり団地前 - 平岡西 - 石上 - 矢知 - 尺森
- 鼓田・小田線
- 大坪・河瀬線
- 鹿瀬線
  - 鹿瀬 - 小倉橋 - 岡山北警察署前 - 金川駅前 - 御津文化センター前 - 葛城橋（野々口駅最寄り） - 野々口 - 中山 - 免許センター
    - 月 - 金運行（祝日は運休）

  - 鹿瀬 - 小倉橋 - 岡山北警察署前 - 金川駅前
    - 火・木・土曜日運行（月・水・金・日曜日、祝日、1月1 - 3日は運休）

  - 鹿瀬→小倉橋→岡山北警察署前→金川駅前→御津小学校前
    - 岡山市立御津小学校休校日は運休

## 建部町生活バス

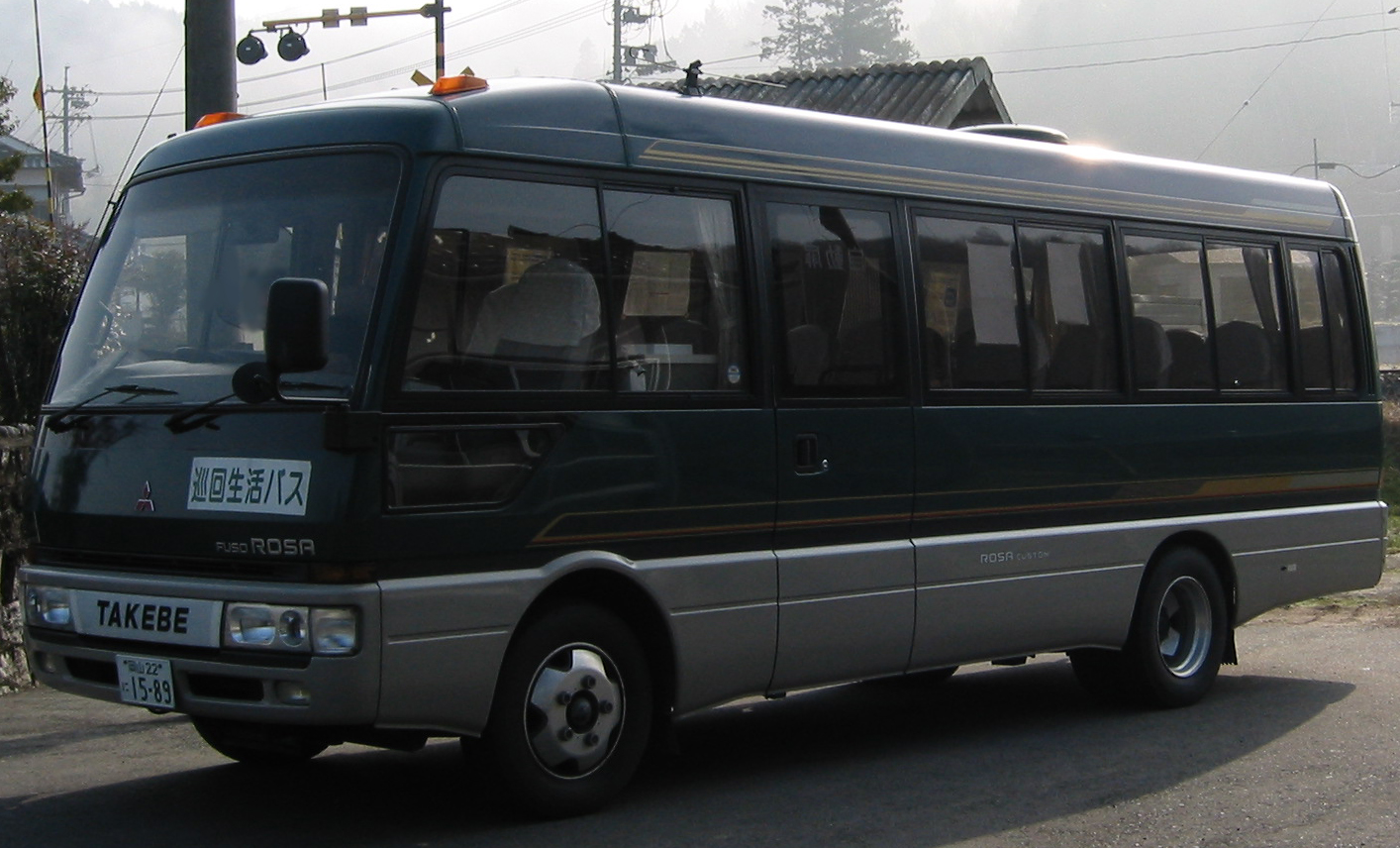
建部町生活バスの車両
（建部町当時、2003年）

建部町生活バス（たけべちょうせいかつバス）は、かつて岡山市北区（旧御津郡建部町）で運行されていた自治体バスである。
市町村合併前に建部町が生活路線確保を目的に運行していた「建部町生活バス」を、建部町を編入した岡山市が運行を引き継いだものである。 運行形態は、道路運送法の規定に基づく自家用自動車（白ナンバー車）による有償運送であった。

### 概要
- 運行主体は、建部町合併特例区（岡山市が旧建部町の区域に設置した合併特例区）であった。
- 料金は1回利用200円均一、但し鶴田路線の鶴田地区内巡回（往路1便及び復路）は100円。小学生、障害者は半額で、未就学児は無料。
- 年末年始（12月29日 - 1月3日）は運休。

### 沿革
- 2002年7月1日[1] - 建部町により建部町生活バス運行開始。
- 2007年1月22日 - 建部町の岡山市への編入に伴い、岡山市建部町合併特例区に引き継がれる。
- 2012年4月1日 - 御津コミュニティバスと統合し、御津・建部コミュニティバスとして再編される。

### 路線
以下の路線があった。 ※2011年3月12日改正時点での情報、（）内は不経由便あり、A／BはAかBの選択経由

#### 小倉・下神目路線
- （土師方口 - 鹿瀬 - ）小倉橋北側 - 上小倉（ - 土師方 行常 - 土師方公会堂） - 土師方橋 - 吉田消防機庫前（ - 西原 農機具倉庫） - JR建部駅 - 文化センター（ - 猪谷） - 大田活性化センター - JR福渡駅 - 高浜バス停／川口東店 - 下神目上公会堂
  - 毎日運行、但し土師方 行常は月曜・木曜のみ、猪谷は水曜のみ、土師方公会堂及び西原 農機具倉庫は平日のみ経由。

#### 鶴田路線
- （鶴田連絡所 - ）大蔵公民館 - 引坂乢／和田神社 - 畝文化センター（ - 山崎橋） - 入野口 - 鶴田郵便局（ - JR福渡駅 - 文化センター - 八幡温泉郷）
  - 土曜・日曜・祝祭日は運休。山崎橋方面は水曜・金曜のみ経由、八幡温泉郷方面も月曜・水曜・金曜の往路便のみ。鶴田連絡所は復路便（上記の逆順）のみ。
- 【往路便】入野公民館 - 平井公民館 - 三明寺公民館 - JR福渡駅 - 文化センター - 八幡温泉郷
- 【復路便】鶴田郵便局 - 三明寺公民館 - 平井公民館 - 入野公民館 - 鶴田連絡所
  - 火曜のみの運行（祝祭日休）。
- 【往路便】入野公民館 - 平井公民館 - 野口作業所 - 志呂神社鳥居 - 福渡小学校前 - 寺下作業所 - JR福渡駅 - 文化センター - 八幡温泉郷
- 【復路便】寺下作業所 - 福渡小学校前 - 志呂神社鳥居 - 野口作業所 - 平井公民館 - 入野公民館 - 鶴田連絡所 
  - 木曜のみの運行（祝祭日休）。

#### 東西路線
桜 - 富沢方面
- 岡山市建部支所 - 文化センター - たけべクリニック - 富沢生活改善センター - 日南橋（桜） - 建部郵便局 - 中央橋（宮地）
  - 奇数週は月曜・水曜、偶数週は火曜・木曜のみ運行（祝祭日休）。

田地子 - 久具方面
- 【往路便】大穴 - 田地子構造改善センター - 久具公民館 - 岡山市建部支所 - 文化センター - たけべクリニック
- 【復路便】岡山市建部支所 - 文化センター - たけべクリニック - 久具公民館 - 田地子構造改善センター - 大穴
  - 奇数週は火曜・木曜、偶数週は月曜・水曜のみ運行（祝祭日休）。

大田方面
- 岡山市建部支所 - 文化センター - たけべクリニック - 白石橋 - 猪谷
  - 金曜のみの運行（祝祭日休）。